# Courant démocrate
Le Courant démocrate (arabe : التيار الديمقراطي) ou Attayar (arabe : التيار), est un parti politique tunisien de tendance social-démocrate fondé le 30 mai 2013 par Mohamed Abbou.

## Histoire

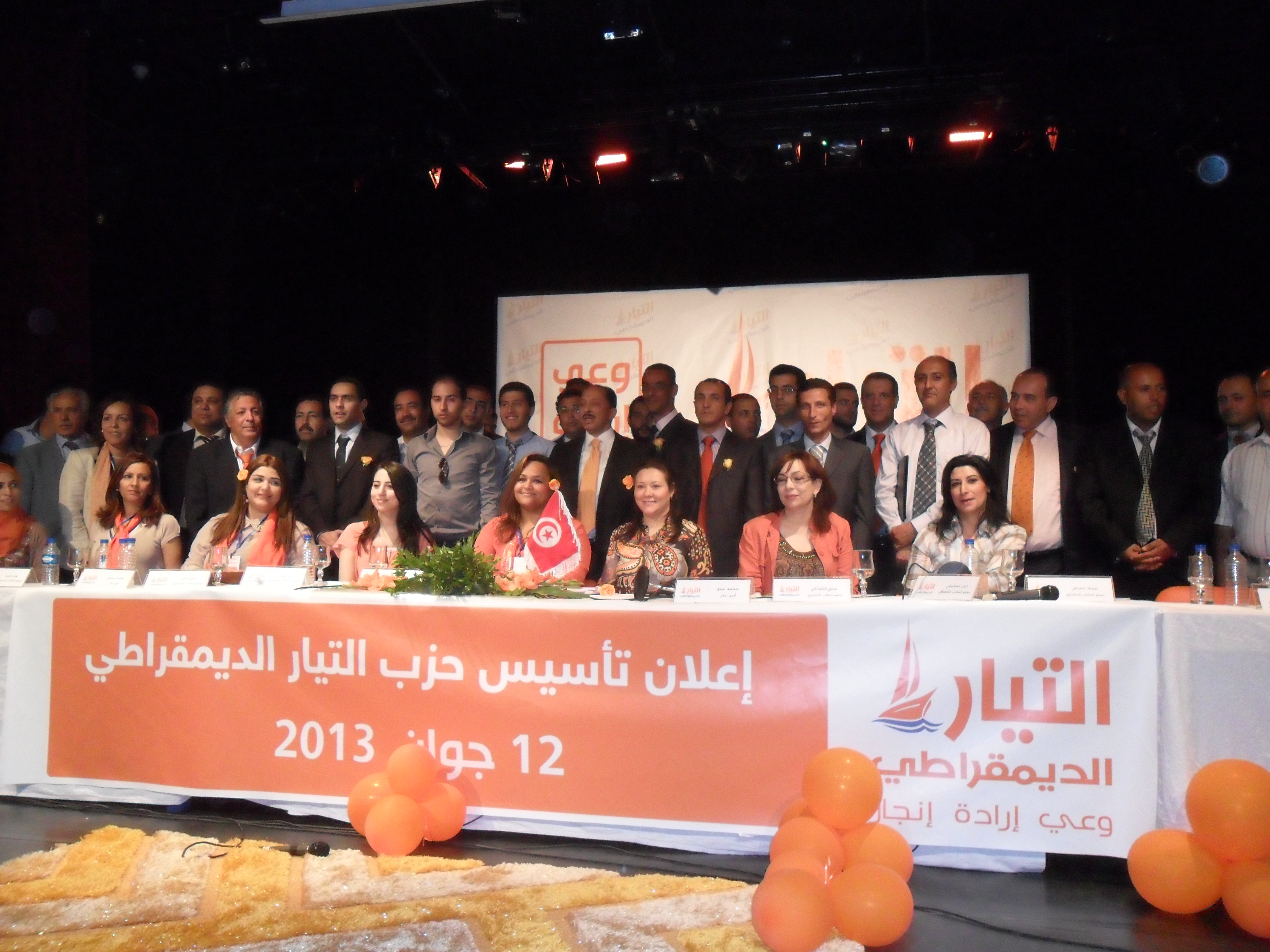
Cérémonie de lancement du parti, le 12 juin 2013.

Le Courant démocrate est fondé le 30 mai 2013. Son premier secrétaire général est Mohamed Abbou, alors ministre auprès du Premier ministre, chargé de la Réforme administrative dans le gouvernement Hamadi Jebali et ancien secrétaire général du Congrès pour la République.
Le programme électoral du parti, présenté en vue des élections législatives de 2014, comprend plusieurs réformes sur les plans social et économique. Le Courant démocrate présente six femmes comme têtes de liste lors de ces élections ; le parti récolte 1,93 % des votes et trois de ses candidats sont alors élus députés.
Le 27 mars 2016, Ghazi Chaouachi succède à Mohamed Abbou comme secrétaire général à l'occasion du premier congrès électoral du parti.
Le 15 octobre 2017, l'Alliance démocratique fusionne dans le Courant démocrate. De ce fait, Mohamed Hamdi devient le vice-secrétaire général du parti.
Le 21 avril 2019, Mohamed Abbou reprend la tête du parti en tant que secrétaire général en remplacement de Chaouachi, devenant dès lors son candidat pour la présidentielle de 2019, lors du deuxième congrès national.
Le parti se veut rassembleur et inclusif et se tient à l'écart des débats idéologiques. Toutefois, sa prise de position en faveur de l'égalité dans l'héritage lui a fait perdre une très grande partie de son électorat conservateur.
Le 2 septembre 2020, Mohamed Abbou présente sa démission du secrétariat général du parti, Mohamed Hamdi assurant la fonction par intérim en sa qualité de vice-secrétaire général. Le 4 octobre, Ghazi Chaouachi reprend la tête du parti après avoir été élu par le conseil national. Le 12 mars 2021, il en démissionne avant de se rétracter le 28 mars.
Le 7 janvier 2023, Nabil Hajji est élu secrétaire général par le conseil national du parti.

## Structures dirigeantes

### Secrétaires généraux
| Nom                     | Mandat    | Note                         |
| ----------------------- | --------- | ---------------------------- |
| Mohamed Abbou           | 2013-2016 |                              |
| Ghazi Chaouachi         | 2016-2019 | Élu lors du premier congrès  |
| Mohamed Abbou           | 2019-2020 | Élu lors du deuxième congrès |
| Mohamed Hamdi (intérim) | 2020      |                              |
| Ghazi Chaouachi         | 2020-2022 |                              |
| Nabil Hajji             | 2023-     |                              |

### Vice-secrétaires généraux
| Nom             | Mandat    |
| --------------- | --------- |
| Ghazi Chaouachi | 2013-2016 |
| Mohamed Hamdi   | 2017-2022 |

### Congrès national
Le Congrès national est l'autorité supérieure du parti. Il se réunit tous les deux ans et demi pour désigner le secrétaire général du parti, renouveler les instances et déterminer le programme d'action. Celui-ci s'est réuni aux dates suivantes :
- mars 2016 : premier congrès (Tunis) ;
- avril 2019 : deuxième congrès (Tunis) ;
- avril 2023 : troisième congrès (Tunis).

### Conseil national
Le conseil national, l'autorité supérieure du parti entre deux congrès.
À partir du 26 octobre 2019, Majdi Ben Ghezala exerce la fonction de président du conseil. Le 23 octobre 2021, Samia Abbou reprend cette fonction.

### Bureau exécutif
Le bureau exécutif est composé des membres suivants :
- Mohamed Chakib Bougateff (président)
- Najet Labidi
- Achref Jabri
- Issam Eddine Rajhi
- Chokri Yahyaoui
- Ilyes Hendaoui
- Haythem Jemaï
- Ahmed Bahloul
- Issameddine Trabelsi
- Mongi Werda

### Bureau politique
Le bureau politique est composé des membres suivants :
- Mohamed Hamdi
- Dhaker Lhaidheb
- Hichem Ajbouni
- Haythem Jemaï
- Sofiane Makhloufi
- Iheb Ghariani
- Mohamed Ammar
- Chokri Jelassi
- Najat Labidi
- Lazhar Chemli
- Mohamed Larbi Jelassi
- Ridha Zaghmi
- Belgacem Ben Jedou
- Ahmed Bouaazi
- Ghassen Chougrani
- Hafedh Gharbi Yahmadi
- Lobna Mechichi
- Achref Jabri
- Ahmed Bahloul
- Issam Eddine Rajhi

### Bureaux régionaux et locaux
Le parti dispose de structures au niveau régional (gouvernorat) ainsi que local (délégation). Les bureaux locaux peuvent être divisés en sections locales pour les imadas et les zones à faible concentration d'habitants.

### Bureaux régionaux à l'étranger
Le parti dispose de structures à disposition des adhérents tunisiens à l'étranger.

### Bureau des étudiants
Le bureau des étudiants ou Courant des étudiants démocrates (تيار الطلبة الديمقراطيين) est une structure rassemblant les étudiants du parti, le bureau en 2019 se compose comme suit :
- Secrétaire-général : Oumaïma Cherif
- Secrétaire-général adjoint : Mohamed Ali Slema
- Trésorier : Achref Bouzidi
- Membre : Amal Fersi
- Membre : Oumaïma Thabti
- Membre : Helmi Mahmoudi
- Membre : Sahar Fadhila
- Membre : Sélim Ghoulam
- Membre : Abir Ennaifer
- Membre : Ghofrane Trabelsi
- Membre : Malek Ben Chobba
- Membre: Mohamed Amin Nagaaoui

## Données financières
Le Courant démocrate publie régulièrement ses revenus, sponsors et dons sur son site officiel :
- En 2013, les contributions en nature s'élèvent à 9 158 dinars tunisiens et les contributions matérielles à 25 607 dinars[21].
- En 2014, les contributions et recettes s'élèvent à 27 453 dinars au premier trimestre, 42 044 dinars au deuxième trimestre, 50 936 dinars au troisième trimestre et 58 286 dinars au quatrième trimestre[22].
- En 2015, les contributions et le revenu total s'élèvent à 59 615 dinars[23].
- En 2016, les contributions et le revenu total s'élèvent à 78 080 dinars[24].
- En 2017, les contributions et le revenu total s'élèvent à 104 355,667 dinars[25].
- En 2018, les contributions et le revenu total s'élèvent à 140 200,890 dinars[26].

## Résultats électoraux

### Élections législatives
| Année     | Voix                  | %                     | Rang                  | Sièges                | Gouvernements               |
| --------- | --------------------- | --------------------- | --------------------- | --------------------- | --------------------------- |
| 2014      | 65 792                | 1,93                  | 7e                    | 3 / 217               | Opposition                  |
| 2019      | 183 473               | 6,39                  | 4e                    | 22 / 217              | Coalition : Fakhfakh (2020) |
| 2022-2023 | Boycott de l'élection | Boycott de l'élection | Boycott de l'élection | Boycott de l'élection | Boycott de l'élection       |

### Élections présidentielles
| Année | Candidat                                                                                             | Voix                                                                                                 | % | Résultat                                                                                             | |
| ----- | --- | --- | --- | --- | --- |
| 2014  | Pas de candidat ; le parti soutient officiellement Moncef Marzouki, qui a été battu au deuxième tour | Pas de candidat ; le parti soutient officiellement Moncef Marzouki, qui a été battu au deuxième tour | Pas de candidat ; le parti soutient officiellement Moncef Marzouki, qui a été battu au deuxième tour | Pas de candidat ; le parti soutient officiellement Moncef Marzouki, qui a été battu au deuxième tour | Pas de candidat ; le parti soutient officiellement Moncef Marzouki, qui a été battu au deuxième tour |
| 2019  | Mohamed Abbou                                                                                        | 122 287                                                                                              | 3,63                                                                                                 | 10e                                                                                                  | |
| 2024  | Boycott des élections                                                                                | Boycott des élections                                                                                | Boycott des élections                                                                                | Boycott des élections                                                                                | Boycott des élections                                                                                |

### Élections municipales
| Année | Voix   | Rang | Conseillers | %    | Maires  | %    |
| ----- | ------ | ---- | ----------- | ---- | ------- | ---- |
| 2018  | 75 619 | 3e   | 205 / 7212  | 2,85 | 3 / 350 | 0,86 |

## Représentation
Lors des élections législatives de 2019, le parti remporte 22 sièges à l'Assemblée des représentants du peuple :
- Samia Abbou, élue dans la première circonscription de Tunis ;
- Hichem Ajbouni, élu dans la deuxième circonscription de Tunis ;
- Nabil Hajji, élu dans la circonscription de l'Ariana ;
- Sofiane Makhloufi, élu dans la circonscription de la Manouba ;
- Ghazi Chaouachi puis Salma Maalej, élu(e) dans la circonscription de Ben Arous ;
- Mhamed Bouneni, élu dans la première circonscription de Nabeul ;
- Hatem Karoui, élu dans la deuxième circonscription de Nabeul ;
- Ridha Zaghmi, élu dans la circonscription de Sousse ;
- Nejmedinne Ben Salem, élu dans la circonscription de Mahdia ;
- Lazhar Chemli, élu dans la circonscription de Monastir ;
- Noomane El Euch, élu dans la première circonscription de Sfax
- Salem Ktata, élu dans la deuxième circonscription de Sfax ;
- Dhia Ben Amor, élu dans la circonscription de Gabès ;
- Lassad Hajlaoui, élu dans la circonscription de Sidi Bouzid ;
- Nizar Makhloufi, élu dans la circonscription de Kairouan ;
- Farhat Rajhi, élu dans la circonscription de Bizerte ;
- Amal Saidi, élue dans la circonscription du Kef ;
- Zied Ghanney, élu dans la première circonscription de la France ;
- Anouar Ben Chahed, élu dans la deuxième circonscription de France ;
- Majdi Karbai, élu dans la circonscription de l'Italie ;
- Mounira Ayari, élue dans la circonscription des Amériques et du reste de l'Europe ;
- Mohamed Ammar, élu dans la circonscription des pays arabes et du reste du monde.

## Groupe parlementaire
- Bloc démocrate